# デイマン博士の解剖学講義

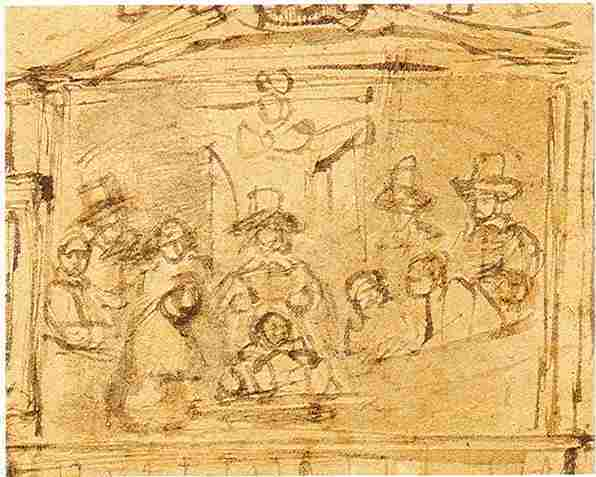
絵画のための準備素描

『デイマン博士の解剖学講義』（蘭: De anatomische les van dr. Jan Deyman、英: The Anatomy Lesson of Dr.Deyman）は、17世紀オランダ黄金時代の巨匠レンブラント・ファン・レインが1656年にキャンバス上に油彩で描いた絵画である。 ヤン・デイマン博士 (1619 – 1666年) の解剖学講義を表している集団肖像画である。キャンバスの大部分は1723年の火災で焼失し、その後、絵画は現在の大きさに切断された。絵画の準備素描は全体の集団肖像画のオリジナルの状態を表している。作品は、1985-1994年までアムステルダム市からの寄託の形でアムステルダム国立美術館に所蔵されていたが、1994年以降、アムステルダム博物館に所蔵されている。 

## 作品
広く知られている『テュルプ博士の解剖学講義』(マウリッツハイス美術館) から約4半世紀の後、本作は制作された。絵画は、デイマン博士が死体の脳切除を実演しているところを表している。デイマン博士は1656年に初めて解剖学の実演を行ったが、おそらく、そのためにレンブラントに絵画の委嘱がなされたのであろう。
作品は、火災で損傷を受ける以前は幅4メートル近くもあった大作で、登場人物も博士の実演の様子に見入る7人の人々が加えられていた。現在では、解剖される死体と、左側で死体の頭蓋骨を持っている、デイマン博士の助手の外科医ヒスベルト・カルコーン (Gijsbert Calkoen、1621- 1664年) 、そして死体の背後にいる胴体だけの姿のデイマン博士のみが見える。
死体は誇張された前面短縮法の視点から描かれており、鑑賞者に解剖台の真ん前に立っているような感覚を与える。これは、マンテーニャの『死せるキリスト』(ブレラ美術館) の前面短縮法に類似しているが、レンブラントは版画を通して、マンテーニャの作品を知っていた可能性がある。

## ヨーリス・フォンテイン
死体は、フランドルの仕立て屋ヨーリス・フォンテイン (Joris Fonteijn、1633/34 – 1656年) のものである。彼はナイフを使って布地屋から窃盗をしていた常習犯で、絞首刑により処刑された。ブラック・ヤン (Zwarte Jan) のニックネームがあったヨーリス・フォンテインは、もともとフランドルのディ―スト (Diest) の出身で、仕立て屋として修業した後、3年半の間、オランダ東インド会社に勤めた。1653年10月、ディースト帰ると、母方の財産を浪費し、無頼漢となる。彼は、1655年の終わりにアムステルダムのニューウェインデイク (Nieuwendijk) で窃盗をして捕らえられた後、1656年1月27日、絞首刑の宣告を受け、2日後に処刑された。準備素描を見ると、彼が窃盗で使用した銃が「他者の啓発のために」彼の頭部上に置かれている。この脳切除手術の後、彼の身体は3日間、外科医の訓練のために使用された。死体は、2月2日にツァイデルケルクホフ (Zuiderkerkhof) に埋葬された。

## 関連作品
- レンブラント『テュルプ博士の解剖学講義』
- マンテーニャ『死せるキリスト』